# 伊克隆
伊克隆（法語：Yquelon，法語發音：[iklɔ̃]）是法国芒什省的一个市镇，位于该省西南部，属于阿夫朗什区。伊克隆是格朗维尔城市公共社区的一部分。

## 地理
伊克隆（48°50'53"N, 1°33'21"W）面积2.14 平方千米，位于法国诺曼底大区芒什省，该省份为法国西北部沿海省份，西、北、东北三面环大西洋，东起顺时针与卡爾瓦多斯省、奧恩省、马耶讷省和伊勒-维莱讷省接壤。
与伊克隆接壤的市镇（或旧市镇、城区）包括：隆格维尔、博斯河畔昂克托维尔、栋维尔莱班、格朗维尔、圣普朗谢。

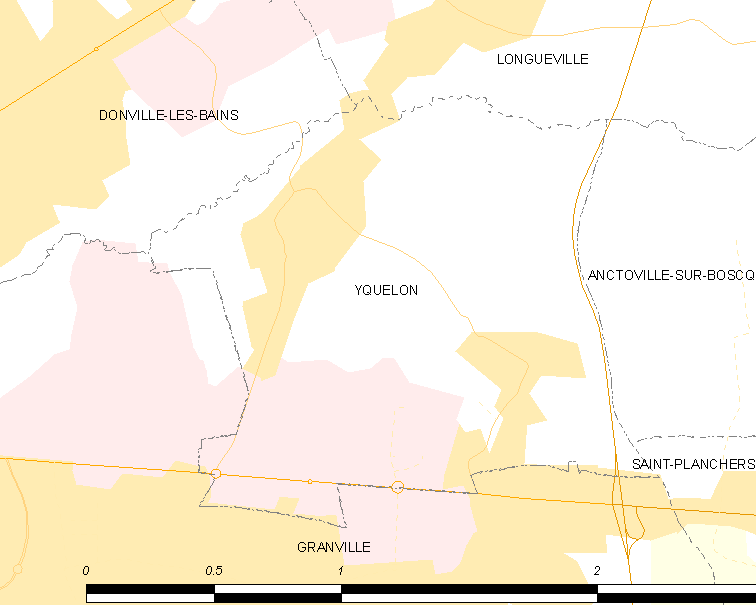
伊克隆的OSM定位图

伊克隆的时区为UTC+01:00、UTC+02:00（夏令时）。

## 行政
伊克隆的邮政编码为50400，INSEE市镇编码为50647。

## 政治
伊克隆所属的省级选区为格朗维尔县。

## 人口

1962-2008年间伊克隆人口变化图示

伊克隆于2022年1月1日时的人口数量为1186人。